# سیانوژن برمید
سیانوژن برمید (به انگلیسی: Cyanogen bromide) یک ترکیب شیمیایی با شناسه پاب‌کم ۱۰۴۷۶ است. شکل ظاهری این ترکیب، جامد سفید است.